# 罗雅凛
罗雅凛（韩语： Na Ahreum，韓語發音：[na.a.ɾɯm]，1990年3月24日—）生于全羅南道羅州市，是一名韩国女子自行车运动员，主攻公路自行车和场地自行车耐力类项目。她的姐姐Na Hee-kyung同样也是一名自行车选手，她12岁时在父亲的建议下与哥哥和姐姐一同开始练习自行车。2009年，她从高中毕业，成为国家队的队员。2019年，她效力于Alé–Cipollini车队。